# Хельсингборг
Хельсингборг (также Хельсинборг или Гельсингборг, швед. Helsingborg, ['hɛlsiŋ'bɔrj]) — город на юге Швеции в лене Сконе, центр одноимённой коммуны. Население на 2010 год — 97 122 жителя.

## География
Хельсингборг — порт на восточном берегу самого узкого места (около 4,4 км) пролива Эресунн, напротив датского города Хельсингёр. Город виден с датского берега. Он связан с Хельсингёром автомобильным паромом, совершающим рейсы каждые 20 минут. В городе заканчиваются европейские автомобильные маршруты E04 и
Е55 (не объединенные в один лишь по причине дороговизны замены указателей).

### Климат
Климат Хельсингборга умеренный. За год выпадает в среднем 500—600 мм осадков. Средняя температура января: −0,1 °C, июля: 16,8 °C.

## Промышленность
В Хельсингборге развито судостроение, электротехническая, резино-химическая, текстильная, керамическая, пищевая промышленность; цветная металлургия (медеплавильная). Хельсингборг является важным транспортным, торговым и деловым центром.

## Население

### Численность
Вплоть до середины XIX века Хельсингборг являлся маленьким городом с численностью населения около 1000 человек. Но во второй половине XIX века, отчасти из-за индустриализации, численность населения города начала быстро расти. Уже к 1900 году здесь проживало около 25 тысяч человек. Однако в течение последующих десятилетий прирост населения сильно снизился. На 2010 год, с 97 тысячами человек Хельсингборг является восьмым по численности населения городом Швеции.

### Национальный состав
Большинство населения составляют шведы. Иностранцы (то есть те, кто либо родились за пределами Швеции, либо у кого оба родителя родились за пределами Швеции) составляют 23,2 % населения города. Среди иностранцев особенно много датчан, сербов, арабов (в основном из Ирака, Ливана и Палестины) и боснийцев. В городе также проживают поляки, иранцы, вьетнамцы и др. В целом в Хельсингборге проживают представители более 160 национальностей.

## Достопримечательности
Историческая часть Хельсингборга состоит из множества старинных домов на берегу пролива. Особый интерес представляют неоготической здание ратуши, башня Чернан, церковь св. Марии в стиле кирпичной готики, открытый музей Фредриксдаль и культурный центр Генри Дункера.

## Известные уроженцы
В Хельсингборге родился и некоторое время работал органистом церкви св. Марии немецкий композитор эпохи барокко Дитрих Букстехуде (1637—1707).

## Хронология
- 1085 — первое упоминание о городе (21 мая)
- 1300 — построена башня Чернан
- 1400-е — построена церковь св. Марии
- 1641 — построен дом Якоба Хансена, в настоящее время самый старый жилой дом
- 1707 — открыты минеральные источники Рамлёса
- 1710 — шведы победили датчан в Хельсингборгском сражении
- 1810 — в городе высаживается Жан-Батист Бернадот — будущий шведский король Карл XIV
- 1891 — Генри Дункер основывает резиновую фабрику
- 1892 — между Хельсингборгом и Хельсингёром начинает курсировать первый паровой паром
- 1897 — открыта ратуша
- 1903 — в городе открыто трамвайное сообщение (до 1967)
- 1921 — открыт первый в стране Хельсинборгский городской театр
- 2002 — открыт культурный центр Генри Дункера

## Галерея
- Вид на Хельсингборг
- Городские укрепления
- Ратуша
- Башня Чернан
- Памятник Магнусу Стенбоку
- Вид на город с моря
- Дом Якоба Хансена
- Скульптура «Сломанная голова»